# Wil (Nederlands recht)
Wil is een principe van het Nederlands recht, dat er van uitgaat dat mensen en door mensen opgerichte entiteiten (rechtspersonen) bewust handelingen kunnen verrichten die door hen gewenst zijn. De betekenis en gebruik van de wil kan in het recht per onderwerp verschillen. In Nederland schrijft het vermogensrecht bijvoorbeeld voor dat een rechtshandeling alleen geldig is, wanneer daartoe een op een rechtsgevolg gerichte wil van de handelende persoon aanwezig is, die zich door een verklaring heeft geopenbaard (art. 3:32 BW). Een wilsgebrek is het gebrekkig tot stand komen van de wil, waardoor een beschikking of overeenkomst vernietigbaar kan zijn. Hiervan is sprake bij bedreiging, bedrog, misbruik van omstandigheden of dwaling. 
De staatsrechtelijke idee achter de democratische staat is dat gezagsdragers hun legitimiteit ontlenen aan het feit dat ze steunt op de wil van de meerderheid van de bevolking die deze in vrije en geheime verkiezingen tot uitdrukking brengt. Voor het bestaan van een strafbaar feit is vaak een wil vereist tot de gedraging.
Veel rechtsregels schrijven niet voor wat een persoon moet doen, maar welke rechtsgevolgen een bepaalde handeling heeft. Een handeling wordt in het recht als een rechtsfeit gezien wanneer die handeling rechtsgevolgen kent. Bepaalde rechtsfeiten zijn rechtshandeling. In het algemeen wordt een rechtshandeling erdoor gekenmerkt dat zij op een of meerdere rechtsgevolgen gericht is. Een handeling die een rechtsfeit is, hoeft echter geen rechtshandeling te zijn. Een voorbeeld is een onrechtmatige daad of een handeling die deel uitmaakt van een strafbaar feit. 

## Het privaatrecht

### De rechtshandeling
De rechtshandeling, een concept (Rechtsgeschäft) uit de negentiende-eeuwse Duitse rechtsdogmatiek, is een species van de menselijke handelingen, die een species vormen van rechtsfeiten. Rechtsfeiten zijn gebeurtenissen of feitelijke verhoudingen (statische rechtsfeiten) met rechtsgevolg, ofwel "die feiten, gebeurtenissen, handelingen of omstandigheden die enig recht doen ontstaan of die een bestaand recht wijzigen, tenietdoen of doen overgaan." In beginsel is voor het bestaan van een rechtshandeling vereist dat er sprake is van een beoogd rechtsgevolg (art. 3:33 Burgerlijk Wetboek (hierna: BW)). Sterker, een rechtshandeling onderscheidt zich van andere rechtsfeiten doordat een of meerdere rechtsgevolgen beoogd worden, waarbij niet vereist is dat alle rechtsgevolgen van die handeling beoogd worden. Een rechtshandeling heeft vrijwel altijd een bredere betekenis dan de werkelijke wil die - indien dat het geval is - daarvan deel uitmaakt. Een rechtshandeling is vrijwel altijd deels "materiële daad". 'Wil' is in dit verband een geobjectiveerde juridische kwalificatie van bepaalde feiten met juridische gevolgen waarvan de activatie niet afhankelijk is van de werkelijke bedoeling. Voorbeeld: wie in de supermarkt iets koopt, zal zeker beogen dat het product zijn eigendom wordt, maar hij zal er niet bij stilstaan dat het 'kopen' vele gevolgen heeft in het overeenkomstenrecht. Die gevolgen zijn voor een deel zelfs onbepaald, omdat uit de redelijkheid en billijkheid gevolgen kunnen voortvloeien (art. 6:248 lid 1 BW). Het systeem van het recht gaat ervan uit dat deze gevolgen gewild zijn. Dat de juridische wil voor een deel een fictie is, neemt niet weg dat in rechtszaken door deskundigen psychisch onderzoek wordt gedaan naar de vraag of een bepaalde gedraging is gewild. Het gaat dan om de wil in enge zin, waaruit de juridische wil wordt afgeleid.
Handelingen die naar hun aard volgens objectieve maatstaven niet op een rechtsgevolg zijn gericht, zijn geen rechtshandelingen, zo is althans de heersende leer. Zo is het plegen van een strafbaar feit nooit een rechtshandeling, omdat strafbare feiten in de regel niet zijn gericht op rechtsgevolg, ook al beoogt de dader in een concreet geval een of meerdere rechtsgevolgen daarvan. Wordt een bepaalde handeling naar haar aard echter naar objectieve maatstaven als rechtshandeling gezien, dan volgt daaruit nog niet dat de wil in een concreet geval mag ontbreken. Iemand die niet bekend is met de gebruiken in de veesector en per ongeluk op een veemarkt 'handjeklap' doet, verricht in principe geen rechtshandeling, terwijl 'handjeklap' in de veesector een normale wijze is om de wil te verklaren. Die wil zal moeten worden aangetoond. De objectivering werkt in eerste instantie dus alleen negatief, niet positief.
De wil openbaart zich door een wilsverklaring (art. 3:33 BW). Die wilsverklaring is volgens de hoofdregel vormvrij (art. 3:37 lid 1 BW). Zo is een wilsverklaring door middel van stilzwijgen onder omstandigheden mogelijk. Richtinggevend is hierbij de gewoonte; het bestaan van een wilsverklaring is contextafhankelijk.
Aan een verklaring ligt echter niet altijd een (zuivere) wil ten grondslag. Er kan bijvoorbeeld sprake zijn van een vergissing, een misverstand, een verspreking of een verschrijving, maar ook van een geestelijke stoornis (art. 3:34 BW). Wanneer het voor de ontvanger van een verklaring niet duidelijk is dat aan een verklaring geen wil ten grondslag ligt, dan bestaan er - zo is over het algemeen de opvatting - twee gerechtvaardigde belangen. Enerzijds is er het belang van degene die iets heeft verklaard zonder te willen wat hij heeft verklaard en anderzijds is er het belang van degene die is afgegaan op een verklaring die op hem overkwam als een wilsverklaring. Het gevolg van het ontbreken van een (zuivere) wil is nietigheid, tenzij anders is bepaald (zie bijvoorbeeld art. 3:34 lid 2 BW). Bij nietigheid bestaat de rechtshandeling vanuit juridisch oogpunt niet. Een beroep op de nietigheid door de ontvanger, terwijl de verklaarder daarop geen beroep wenst, zal in het overeenkomstenrecht echter al snel in strijd komen met de redelijkheid en billijkheid. Nietigheid is in dit verband (eenzijdig) relatief. Soms is er geen sprake van nietigheid, maar van vernietigbaarheid. Bij vernietiging wordt de rechtsgeldigheid achteraf uitdrukkelijk aan de handeling ontnomen. De vernietiging is gericht aan de wederpartij (art. 3:50-51 BW) en heeft terugwerkende kracht (art. 3:53 BW).
Aan de gerechtvaardigde perceptie van de ontvanger worden, zo blijkt uit art. 3:35 in samenhang met 3:11 BW, eisen gesteld. Als ondergrens geldt de 'normale mens' als standaard. Een ontvanger die volgens die standaard had moeten begrijpen dat aan een verklaring geen zuivere wil ten grondslag ligt, wordt niet beschermd, ook al ging hij uit van het tegendeel. Er geldt hier dus een objectieve maatstaf. Er is echter sprake van 'subjectivering naar boven'. Aan een persoon met bijzondere deskundigheid worden hogere eisen gesteld. Kan een dergelijke persoon begrijpen dat er geen wil aan de verklaring ten grondslag ligt, terwijl een 'normale persoon' dat niet kan, dan mag hij die kennis niet negeren.
Degene die gerechtvaardigd een rechtshandeling heeft gepercipieerd en daarop vertrouwen heeft gebaseerd, wordt beschermd (art. 3:35 BW): tegen hem kan de nietigheid of vernietigbaarheid niet worden ingeroepen. Dit is de vertrouwensleer, die zijn oorsprong vindt in de rechtspraak van de Hoge Raad (HR 11-12-1959, Eelman/Hin). De wil van de mens is bij het onderwerp van de rechtshandeling ingekaderd, omdat zijn gedragingen niet vanuit wetenschappelijke maar maatschappelijke maatstaven worden beoordeeld. Het gaat om een sociale institutie. Al met al wordt aan het uitgangspunt dat aan een rechtshandeling een zuivere, vrije wil ten grondslag ligt, in niet geringe mate afgedaan.

### Wilsverklaring
Met een wilsverklaring maakt een persoon kenbaar wat de (daadwerkelijke) wil is over een bepaald onderwerp. Het wordt vaak gebruikt in de gezondheidszorg voor de wensen van een persoon omtrent medisch handelen bij het levenseinde of een levensbedreigende aandoening. Het is niet noodzakelijk of verplicht een wilsverklaring omtrent de gezondheidszorg door een notaris te laten opstellen, de koepelorganisatie van artsen in Nederland, KNMG en de Nederlandse Vereniging voor een Vrijwillige Levenseinde (NVVE) raden daarvan af.

## Erfrecht

### Uiterste wil en uiterste wilsbeschikking
Een uiterste wilsbeschikking is een herroepelijke eenzijdige rechtshandeling waarbij een erflater bij leven beschikt over zijn nalatenschap, deze krijgt pas juridische werking na overlijden (art. 4:42 BW). Uiterste wilsbeschikkingen moeten worden vastgelegd in een uiterste wil, daarmee wordt sinds 2003 een door de notaris opgestelde akte bedoeld, een bij de notaris in bewaring gegeven onderhandse akte ( testament) of een codicil. Is de wil in een andere vorm vastgelegd is deze niet rechtsgeldig. Als bij een testament zelf wordt bepaald wie erfgenamen zijn, hoeft er bij leven juridisch gezien geen binding te bestaan tussen de erflater en de bij uiterste wilsbeschikking bevoordeelde(n). Dat is anders dan in het geval er geen testament is gemaakt, dan kunnen alleen bepaalde groepen personen met een juridische band met overledene erven. Aan de wil geuit in een testament zijn wel wettelijke grenzen gesteld om rechtsgeldig te zijn. Deze mag bijvoorbeeld niet ingaan tegen algemeen geldende rechtsnormen (goede zeden) en moet passen binnen een uiterste wilsbeschikking die is opgenomen in Boek 4 BW (erfrecht), zoals de erfstelling en het legaat, of elders in de wet, zoals het uitsluitingsbeding in Boek 1 BW en wensen omtrent de uitvaart in de Wet op de Lijkbezorging.
Naast de beschikkingen ter zake des doods zijn er de beschikkingen onder de levenden, bijvoorbeeld de schenking onder de levenden, die als voorschot op de erfenis wordt gemaakt.